# Radiodiffusion nationale Télévision
La Radiodiffusion nationale Télévision est l'ancienne et unique chaîne de télévision généraliste nationale française, diffusée du 14 juillet 1937 au 3 septembre 1939.
Cette chaîne fait partie d'une suite de différentes formules et sociétés de télévision, couvrant dans un premier temps uniquement la région parisienne, dont Radiovision-PTT en 1935 qu'elle remplace en 1937, Fernsehsender Paris en 1943 sous occupation allemande; elle devient RDF Télévision française puis est nommée RTF Télévision en 1944, avant de devenir la Première chaîne de l'ORTF en 1964 puis enfin, TF1 à partir de 1975. 

## Histoire de la chaîne
À la suite de plusieurs tests de matériels de définitions différentes, l'administration des PTT choisit une caméra à tube cathodique haute définition à 405 lignes fabriquée par la société britannique EMI-Marconi et adaptée par Thomson-Houston aux normes françaises à 455 lignes pour les démonstrations publiques de télévision effectuées lors de l'exposition internationale des arts et techniques de Paris de 1937 qui est ensuite transférée pour essais au studio de la rue de Grenelle. Un nouvel émetteur de télévision en 455 lignes, construit par la société Le Matériel téléphonique, est installé à la tour Eiffel en juillet 1937. Il émet sur 46 MHz avec une puissance de 7,5 kW, tandis que l'ancien émetteur 180 lignes de la SFR-CSF est réutilisé pour diffuser le son sur 42 MHz. Avec le début des essais de télévision en 455 lignes, Radio-PTT Vision change de nom et devient Radiodiffusion nationale Télévision. Les émissions en 180 lignes continuent toutefois en alternance avec les émissions en 455 lignes puis disparaissent définitivement le 10 avril 1938. En juillet 1938, un décret du ministère des PTT définit pour trois ans le standard français de diffusion de la télévision à 455 lignes VHF (46 MHz, modulation positive, 25 images par seconde). L'adoption de ce standard marque la fin de la télévision mécanique à disque, et de la radiovision à proprement parler, et l'avènement de la télévision électronique permettant d'obtenir de bien meilleures définitions d'image.
Alors que le BBC Television Service retransmet l’arrivée du président de la République française Albert Lebrun en gare de Londres pour sa visite officielle du 21 mars 1939, sans que la Radiodiffusion nationale Télévision soit en mesure d'en filmer une seule image, le ministre des PTT Alfred Jules-Julien promet le 31 mars un car équipé pour le téléreportage en plein air dans les quinze jours, un nouveau studio de télévision et des émissions diffusées le soir après le dîner.
Le système administratif de la radiodiffusion publique est modifié par un décret du 29 juillet 1939 signé par le président du Conseil Édouard Daladier, faisant de la Radiodiffusion française, et donc du service de télévision qui lui est rattachée, un monopole d'État qui cesse de dépendre du ministère des PTT pour passer sous l'administration de la Radiodiffusion française nationale, nouvellement créée à cet effet, dotée d'un budget autonome et placée directement sous l'autorité du président du Conseil.
Le studio de la rue de Grenelle se met en vacances annuelles le 31 juillet 1939 et ne rouvrira jamais. Radiodiffusion nationale Télévision ne diffuse plus alors que des films, documentaires et actualités au moyen de son télécinéma Grammont et s'identifie avec l'indicatif Télé-Cinéma  Radiodiffusion nationale. Avec l'entrée en guerre de la France le dimanche 3 septembre 1939 à 17 h, les autorités militaires ordonnent la cessation des émissions et prennent le contrôle de l’émetteur de la tour Eiffel. Les Français s'en rendent à peine compte car il n'y a pas plus de 300 postes récepteurs sur l'ensemble du territoire, que l'on regarde aussi dans quelques rares lieux publics. Quelques émissions sont encore diffusées de façon épisodique à des fins d'entretien de l'émetteur, mais elles ne sont pas annoncées dans la presse afin que les Allemands ne puissent utiliser le signal de l'émetteur pour repérer Paris et la bombarder. Le 6 juin 1940, les techniciens de la Radiodiffusion nationale sabotent l'émetteur pour le rendre inutilisable par les Allemands qui sont aux portes de Paris.

## Télé-Paris est allemande
L'occupant n'accorde d'abord aucun intérêt à l'émetteur de télévision jusqu'à ce qu'un ordre de mai 1941, visant à réduire les sites de transmission en zone occupée afin de récupérer les matières premières et ainsi, récupérer certains éléments de l'émetteur 455 lignes de la Radiodiffusion Nationale Télévision intéressant Telefunken, mène à des discussions sur la réhabilitation et l'utilisation de cet émetteur pour la télévision. Opposé à ce démantèlement, l'officier Kurt Hinzmann (de), propose son utilisation pour distraire les blessés de guerre dans les hôpitaux. Il préconise de remettre l'émetteur de la tour Eiffel en service pour diffuser une chaîne de télévision destinée à distraire les soldats allemands hospitalisés dans les Kriegslazaretts de Paris. En outre, cette chaîne de télévision permettrait d'ouvrir le marché français à l'industrie électrique allemande par l'adoption de la norme allemande de diffusion à 441 lignes mise au point par Telefunken. Enfin, d'un point de vue militaire, la réparation de cet émetteur pourrait permettre de l'utiliser comme brouilleur pour les avions ennemis. Sur ordre de l'Oberkommando der Wehrmacht au ministère des PTT le 20 mai 1942, les travaux de remise en service de l'émetteur de la tour Eiffel sont confiés à la Compagnie des compteurs de Montrouge et à la firme allemande Telefunken. La chaîne Fernsehsender Paris nommée le plus souvent « Télé Paris »  débute ses programmes de façon régulière, le 7 mai 1943. La station est inaugurée officiellement le 30 septembre 1943 avec le début de la diffusion des émissions en direct.

## Organisation
Radiodiffusion nationale Télévision dépend du service de la[Radiodiffusion nationale au sein de l'administration des PTT du 18 septembre 1937 jusqu'au 28 juillet 1939. Elle passe sous l'administration de la Radiodiffusion française nationale à la suite du décret du 29 juillet 1939.
L'exploitation de la télévision est assurée dès 1937 par seulement vingt-cinq personnes réparties entre les studios du 103 rue de Grenelle et l'émetteur installé dans les sous-sols du pilier Sud de la tour Eiffel.

### Dirigeants
Directeur de la Radiodiffusion (PTT)
- Marcel Pellenc : 14 juillet 1937 - 28 juillet 1939

Directeur général de la Radiodiffusion nationale
- Léon Brillouin : 20 août 1939 - 3 septembre 1939

Directeur artistique
- Georges Delamare : 14 juillet 1937 - 31 juillet 1939

Secrétaire général adjoint des émissions
- Wladimir Porché : 14 juillet 1937 - 3 septembre 1939

Régisseur
- Emmanuel Robert : 14 juillet 1937 - 3 septembre 1939

Décorateur
- Roger Laurençon : 14 juillet 1937 - 31 juillet 1939

### Budget

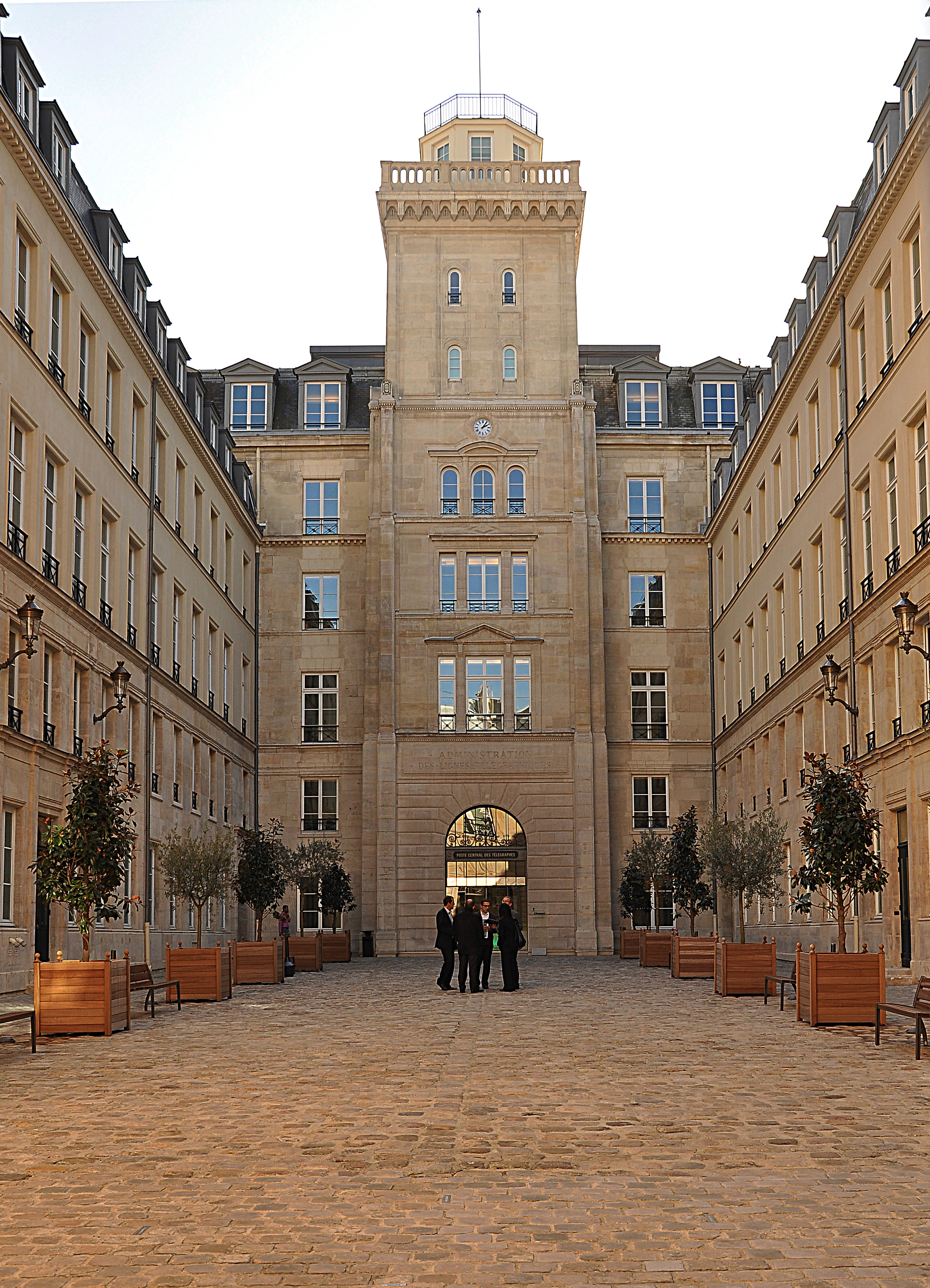
Cour intérieure du ministère des PTT au 103 rue de Grenelle à Paris.

Les moyens accordés à la télévision française par l'administration des PTT sont dérisoires comparés à ceux de la télévision britannique et allemande. Ainsi, le budget total de Radiodiffusion nationale Télévision s’élève à peine à 18000 francs en 1938, alors que celui de Fernsehsender Paul Nipkow (de) est de 23 millions de Reichsmarks en 1939.

### Siège
Le siège de Radiodiffusion nationale Télévision est installé dans les locaux du ministère des PTT, au 103 rue de Grenelle dans le 7e arrondissement de Paris, où un studio de télévision est aménagé.

## Programmes
Les émissions régulières ont lieu tous les jours sauf le lundi et le mardi, de 17 h à 22 h le mercredi et le vendredi et de 16 h à 20 h 30 ou 21 h les autres jours. Les programmes sont composées de variétés (music-hall, théâtre, danse, poésie) et d'interviews en direct du studio auxquelles s'ajoutent des films d'actualités cinématographiques, des courts métrages de fiction et des documentaires diffusés en télécinéma.
À titre d'exemple, Radiodiffusion nationale Télévision diffuse le 1er janvier 1938 de 16 h à 18 h un sketch dansé et mimé, des duettistes comiques, l'opéra-comique en un acte La chatte métamorphosée en femme de Jacques Offenbach avec accompagnement à deux pianos, puis, de 18 h 15 à 20 h 15, la prise de vues directes laisse la place au télécinéma avec la diffusion de deux documentaires, des actualités cinématographiques puis des films Les parents terribles et Charlemagne.
Contrairement au BBC Television Service qui a su conquérir un large public en diffusant des programmes attrayants (retransmission de compétitions sportives en direct, couronnement de George VI), les émissions de Radiodiffusion nationale Télévision sont réalisées uniquement depuis le studio de Grenelle, ce qui limite l'intérêt du public pour ce nouveau média.

### Audience
L'audience des programmes de Radiodiffusion nationale Télévision est très restreinte faute de récepteurs, peu nombreux et trop chers.

## Identité visuelle

Indicatif de la Radiodiffusion Nationale Télévision de 1937 à 1939.
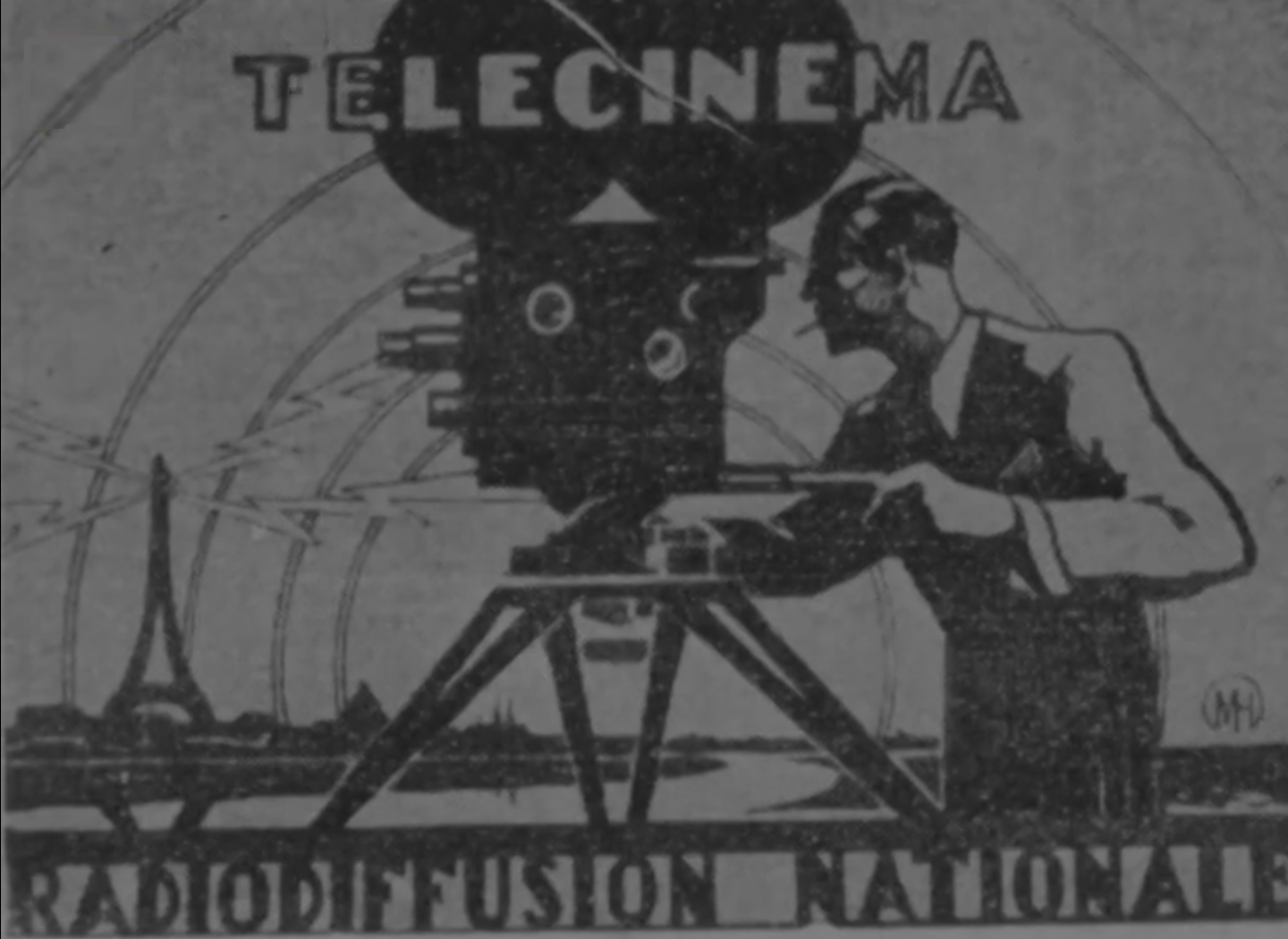
Indicatif de Télécinéma-Radiodiffusion Nationale entre août et septembre 1939.

## Diffusion
Radiodiffusion nationale Télévision est diffusée au moyen d'un émetteur de télévision de 7,5 kW installé à la tour Eiffel en juillet 1937 par la société Le Matériel Téléphonique (LMT) pour commencer la diffusion des émissions au standard de 455 lignes. Il émet sur la Bande I VHF à la fréquence de 46 MHz (6,52 m), tandis que l'émetteur 180 lignes SFR-CSF est utilisé pour diffuser le son sur 42 MHz (7,14 m) avec une puissance de crête de 10 kW. La puissance de l'émetteur LMT est portée de 7,5 à 25 kW en décembre 1937, puis augmentée à 30 kW en 1938, ce qui en fait l'émetteur le plus puissant du monde.